# Бабков, Иван Фёдорович
Иван Фёдорович Бабков (1827—1905) — русский географ, военный деятель, генерал от инфантерии (1890). Начальник штаба Омского военного округа.
Действительный член ИРГО (1860). Первый председатель и почётный член ЗСОИРГО (1877)

## Биография
Родился в 1827 году в Санкт-Петербурге.
12 (24) августа 1846 года, после окончания Павловского кадетского корпуса, произведён в прапорщик.
В 1848 году окончил Офицерские классы Главного инженерного училища, произведён в подпоручики (11 (23) апреля 1848), поручик (19 апреля (1 мая) 1850).
В 1849 году участник Венгерской кампании.
В 1853 году окончил Николаевскую академию Генерального штаба.
22 августа (3 сентября) 1854 года — произведён в Штабс-капитаны, затем в Капитан генерального штаба (2 (14) декабря 1854).
10 (22) апреля 1857 был произведён в подполковники с назначением начальником штаба 24-й пехотной дивизии. С 1859 года обер-квартирмейстер Отдельного Сибирского корпуса (24 марта (5 апреля) 1859).
30 августа (11 сентября) 1861 — полковник.
С 1865 года назначен помощником начальника штаба Западно-Сибирского военного округа.
В 1867 году произведён в генерал-майоры и Высочайше назначен был исполнять должность военного губернатора и командующего Войсками Семипалатинской области.
30 августа (11 сентября) 1869 — генерал-майор. Пожизненная пенсия — 1000 рублей (с 1870 года), увеличена до 2000 рублей в 1885 году.
С 1872 года начальник штаба Западно-Сибирского военного округа и Омского военного округа.
В 1879 году произведён в генерал-лейтенанты.
В 1890 году вышел в отставку с производством в генералы от инфантерии.
Умер в 1905 году в городе Феодосия.

## Научная деятельность
С 1860 года состоял действительным членом Императорского Русского географического общества. С 1877 года был избран первым председателем Западно-Сибирского отдела Русского географического общества (ЗСОИРГО).

## Труды
- О ходе топографических исследований озера Балхаш и его прибрежий //  Записки Русск. геогр. о-ва по общ. геогр., т. 1, 1867, стр. 329—347.
- Записки о моей службе в Сибири. — СПб., 1912[3].